# Swithun Wells
Swithun Wells (Otterbourne, 1536 circa – Londra, 10 dicembre 1591) fu un cittadino inglese martirizzato sotto Elisabetta I. Fu beatificato nel 1929 ed è tra i quaranta martiri di Inghilterra e Galles proclamati santi da papa Paolo VI nel 1970.

## Biografia
Nacque da Thomas Wells e Mary Mompesson a Otterbourne (meno di 15 km da Southampton nel Sud-est dell'Inghilterra) in una ricca famiglia di proprietari terrieri. Era l'ultimo di sei figli e fu battezzato, con rito cattolico, col nome del santo fondatore della Chiesa di Winchester, Svitino. Famiglia di fede cattolica, i Wells ospitavano sacerdoti che cercavano un rifugio sicuro durante le persecuzioni anticattoliche della regina Elisabetta. Swithun ricevette una solida educazione, come si conveniva alle famiglie più abbienti della sua città. Fu mandato a studiare qualche anno a Roma, dove imparò l'italiano e visitò i luoghi sacri del cristianesimo. Poeta, musicista e poliglotta, al ritorno in patria fu precettore del figlio di Henry Wriothesley, Conte di Southampton, il futuro amico e mecenate di William Shakespeare. Si sposò con Alice Morin, una giovane di fede cattolica.
Per non destare sospetti frequentò abitualmente le funzioni di rito anglicano. Nel contempo fondò una scuola per ragazzi dove istruì anche dei futuri sacerdoti cattolici, alcuni dei quali morirono da martire. Col tempo la sua adesione alla fede cattolica divenne più trasparente, facendogli attirare i sospetti dello sceriffo locale. Decise allora di chiudere la scuola e continuò a frequentare i riti anglicani.
A partire dal 1583 decise irreversibilmente di dedicarsi all'assistenza ai sacerdoti cattolici (per la giustizia erano passibili della pena di morte). Aiutò attivamente molti presbiteri, ospitandoli, nascondendoli e portandoli nella sua o in altre case sicure per evitare guai con la legge.
Quando capì che le autorità sapevano della sua attività, prese la moglie Alice e figlia Margaret e si trasferì a Londra in Gray's Inn Road. Continuò la sua opera esattamente come l'aveva lasciata ad Otterbourne. Per tre anni non si verificò alcun incidente. Nel giugno 1586 fu arrestato in compagnia dei seminaristi Alexander Rawlins (che morì martire nel 1595) e Christopher Dryland. Liberato su cauzione un mese dopo, fu nuovamente imprigionato tra agosto e novembre, accusato senza prove di aver partecipato a un complotto contro la regina.
Continuò a lavorare nell'ombra in favore della causa cattolica. Nel marzo 1587 fu interrogato dopo un viaggio compiuto a Roma (eseguito su incarico del conte di Southampton). Nel 1588 venne nuovamente arrestato per aver dato ospitalità a un sacerdote cattolico e fu liberato su cauzione. Nel 1591 il cacciatore di sacerdoti Richard Topcliffe scoprì che nell'abitazione di Wells si celebravano delle Messe cattoliche. Il 7 novembre gli agenti fecero irruzione durante il rito religioso ed arrestarono tutti i presenti, compresa la moglie di Swithun e il sacerdote celebrante, Edmund Gennings (che morì martire ed oggi è santo). Egli invece non era in casa. Tuttavia, Wells fu arrestato nel momento in cui tornò a casa e durante il processo ammise di non essere stato presente alla messa, ma che avrebbe voluto esserci. Venne rinchiuso in catene nel carcere di Newgate. Dalla cella scrisse al cognato Gerard Morin:
Prima che fosse pronunciata la sentenza, a tutti fu offerta la libertà in cambio dell'abiura, ma nessuno volle tradire la propria religione e furono tutti condannati a morte per impiccagione (successivamente la condanna della signora Wells fu tramutata in ergastolo). Il 10 dicembre la sentenza fu eseguita proprio davanti alla casa di Wells per decisione di Topcliffe. 
Per primo fu impiccato Edmund Gennings, poi fu la volta di Wells.
I suoi resti furono sepolti nel cimitero della chiesa di Sant'Andrea, nello storico quartiere londinese di Holborn. La moglie Alice morì in carcere nel 1602. La figlia Margaret si fece suora.

## Culto
Swithun Wells fu beatificato da Pio XI il 15 dicembre 1929 e fu canonizzato da Paolo VI il 25 ottobre 1970 nel novero dei Quaranta martiri inglesi e gallesi.